# آنج آتسه
آنج آتسه (انگلیسی: Ange Atsé؛ زادهٔ ۲۵ اوت ۱۹۸۸) بازیکن فوتبال اهل ساحل عاج است.
وی همچنین در تیم ملی فوتبال زنان ساحل عاج بازی کرده‌است.